# Comasarcophaga nexilis
Comasarcophaga nexilis är en tvåvingeart som först beskrevs av Henry J. Reinhard 1945.  Comasarcophaga nexilis ingår i släktet Comasarcophaga och familjen köttflugor.
Artens utbredningsområde är Texas. Inga underarter finns listade i Catalogue of Life.